# 奥迪R8
奥迪R8（Audi R8）是一款由奥迪公司于2006年生产的超級跑车。它的極速達330km/h，主要竞争对手包括法拉利F430、兰博基尼Gallardo、日產GT-R、梅赛德斯-奔驰SLS AMG和保時捷911。本車獲日本消費者年度風雲車和北美年度風雲車的荣誉。
作為奧迪量產的首款中置引擎超級跑車，奧迪R8融合了奧迪在多個運動賽事中取勝的經驗、技術以及突破傳統觀念的設計完美的融合在一起。奧迪R8共享了兰博基尼Gallardo的開發平台，並使用了ASF高鋼性車身結構，鎂鋁合金的創新組合和密閉的管狀空心結構直接結合在一起，作為車體的主要承載架構。
奧迪在R8上捨棄了傳統避震器的阻尼油，改用了主動式電磁感應懸挂系統，一種隨着電磁場改變粘稠度的特殊油液。
该车由奥迪股份公司私人子公司，制造高性能汽车零部件的奥迪运动股份公司（原名 quattro 股份公司）独家设计、开发和制造，  并且基于兰博基尼盖拉多和目前的 Huracán 平台。  R8 的基本构造基于奥迪空间框架，  并采用采用空间框架原理制成的铝合金单体壳。该车由奥迪运动股份公司在德国内卡苏姆的奥迪“铝厂”一座新翻新的工厂中制造。  在 2006 年推出时，R8 成为首款配备全 LED 大灯的量产车。

## 性能
奧迪R8配備了全LED頭燈，此超高性能的燈體可產生類似日照的明亮白色光線；極限LED日間行車燈像細窄的帶子一般，將頭燈與下側分隔開來，使得整車格外引人注目；Carbon Sigma炭纤维側飾板不但達到了減輕車重的目的，更讓車側產生了強烈顏色對比的視覺效果；主動式電動擾流尾翼會在車速達到100km/h時自動伸展，並在車速下降至35km/h時自動收回；Bang&Olufsen音響系統通過12個揚聲器達到環繞音效再現，並且總輸出功率達到465W。
奧迪R8最初只配備有4.2公升V8引擎，後來在2008年12月發布5.2公升V10引擎版，這個版本的R8使用了基於兰博基尼Gallardo LP560-4的5.2公升V10引擎。V10的R8測試時裝上跟RS6一樣的5.0公升V10雙涡轮增压引擎，可是因為引擎冷卻效能存在问题而燒毀，最終V10引擎的R8只能沿用自然吸氣的工作方式。
奧迪R8一度在德國房車賽中做為赛道安全車來使用。
| R8引擎型號         | 4.2公升 V8 燃油缸內直噴         | 5.2公升 V10 燃油缸內直噴                |
| ------------------ | ------------------------------- | --------------------------------------- |
| 引擎制式           | V8發動機, 32氣門 2×雙頂置凸輪軸 | V10發動機, 40氣門 2×雙頂置凸輪軸        |
| 引擎排量           | 4163 毫升                       | 5204 毫升                               |
| 馬力峰值           | 430 bhp@7,800 rpm               | 525 bhp@8,000 rpm                       |
| 扭力峰值           | 430 Nm@4,500–6,000 rpm          | 530 Nm@6,500 rpm                        |
| 0–60 英里加速成績  | 4.4 s                           | 3.7 s                                   |
| 0–100 公里加速成績 | 4.6 s                           | 3.9 s                                   |
| 0–100 英里加速成績 | 10.1 s                          | —                                       |
| 0–200 公里加速成績 | 14.9 s                          | 11.8 s (配備R tronic單離合半自動變速器) |
| 1⁄4英里加速成績    | 12.8 s@113.2mph                 | —                                       |
| 最高時速           | 320 km/h                        | 330 km/h                                |

### 变速箱
| 型号                      | 类型                                                                                                   |
| ------------------------- | --- |
| R8 Coupé 4.2 FSI quattro  | 6 速手动，6 速 R Tronic 自动手动（2008-2012），7 速 S-Tronic 双离合自动（2012-2015）                   |
| R8 Spyder 4.2 FSI quattro | 6 速手动，6 速 R Tronic 自动手动（2008-2012），7 速 S-Tronic 双离合自动（2012-2015）                   |
| R8 Coupé 5.2 FSI quattro  | 6 速手动，6 速 R Tronic 自动手动（2007-2012），7 速 S-Tronic 双离合自动（2012-2015）                   |
| R8 Spyder 5.2 FSI quattro | 6 速手动变速器，6 速 R Tronic 自动手动变速器（2007-2012），7 速 S-Tronic 双离合自动变速器（2012-2015） |
| R8 GT                     | 六速 R-Tronic 自动手动变速器                                                                           |
| R8 GT Spyder              | 六速 R-Tronic 自动手动变速器                                                                           |
| R8 Competition            | 7 速 S-Tronic 双离合自动变速器（2015）                                                                 |
| R8 e-tron                 | 3速直齿正齿轮（直齿）                                                                                  |
| R8 LMS（2011 GT3）        | 6速顺序变速器                                                                                          |
| R8 LMS ultra (2012 GT3)   | 气动式6速序列式运动变速箱，带换挡拨片                                                                  |
| R8 GRAND-AM (2012)        | 气动式6速序列式运动变速箱，带换挡拨片                                                                  |

变速箱选项包括来自 Lamborghini 的六速手动变速箱 ，带有金属换挡杆，或者奥迪开发的 S 或 R Tronic 变速箱——这是一种自动手动变速箱，没有传统的离合器踏板，并具有自动换挡模式。

## 第一代（2006 年~2015年；型号 42）
奥迪 R8 基于奥迪勒芒 quattro 概念车（由 Frank Lamberty 和 Julian Hoenig 设计）首次亮相于 2003 年日内瓦国际车展和 2003 年法兰克福国际车展。
R8 道路车型于 2006 年 9 月 30 日在巴黎车展上正式发布。关于这个名字的混淆，这款车与赢得勒芒 24 小时耐力赛的 R8 Le Mans 原型车（LMP）同名。
最初的车型包括配备 V8 发动机的 R8 4.2 FSI 双门轿跑车和配备 V10 发动机的 R8 5.2 FSI 双门轿跑车。制造商称之为 Spyder 的可转换车型于 2008 年推出，随后在 2011 年推出了高性能 GT 车型。
从 2008 年开始，R8 的赛车版本也相继推出。一款名为 e-Tron 的全电动版本开始开发，但只有在第二代车型推出时才会进入生产阶段。
六次勒芒 24 小时耐力赛冠军 Jacky Ickx 将 R8 描述为“今天操控最好的道路车型”。   
该车于 2012 年进行了改款，并新增了一款名为 V10 Plus 的新车型。Type 42 车型于 2015 年 8 月停产。

### R8 Coupé 4.2 FSI quattro (2006–2012)

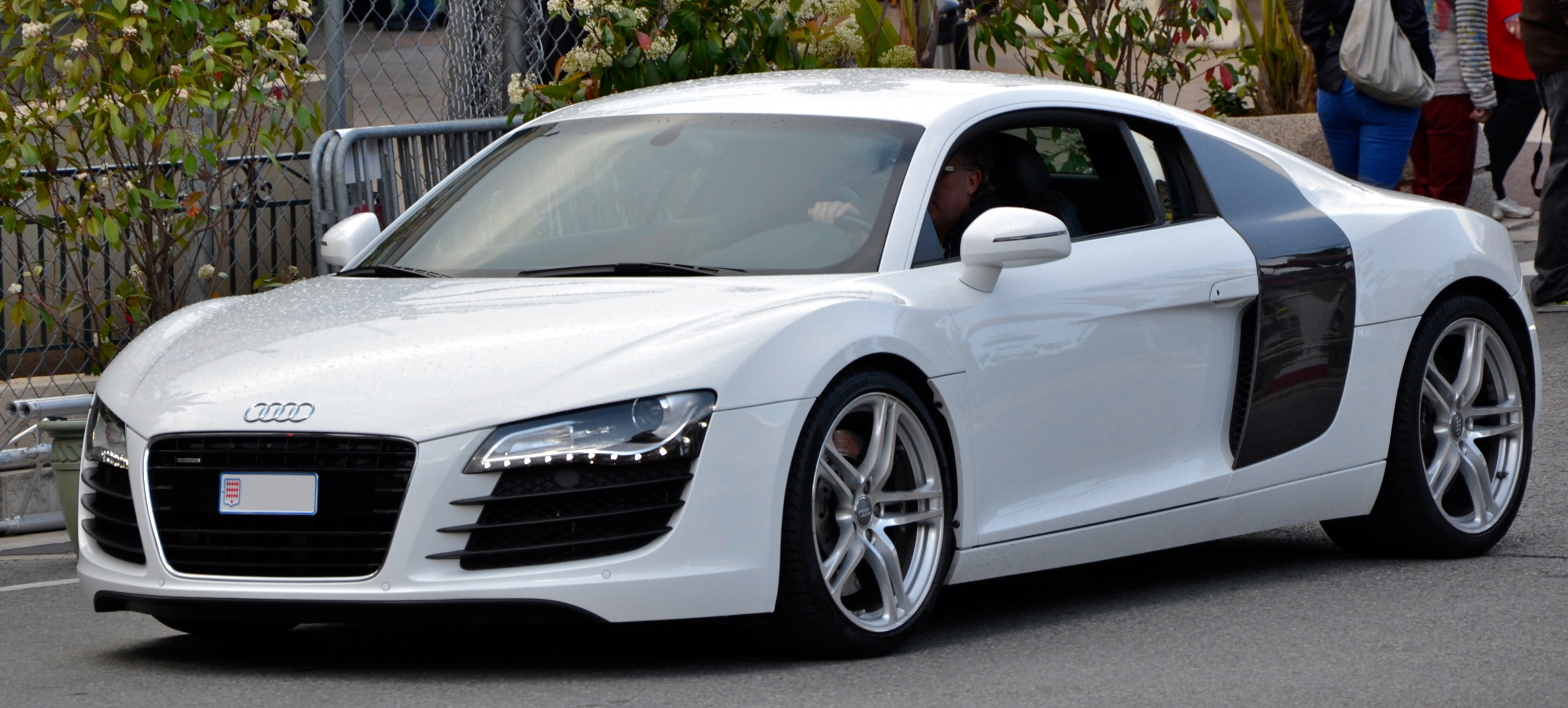
Audi R8 - Flickr - Alexandre Prévot (160) (cropped)

奥迪 R8 最初配备了一台 V8 发动机 。具体来说，它是一款全铝合金 32 气门 （每缸四个气门）汽油发动机， 采用燃油分层喷射 （FSI）， 排量为 4,163 cc（4.2 L）， 输出功率为 420 PS（309 kW；414 hp）， 扭矩为 430 N⋅m（317 lbf⋅ft）。
它基本上与 B7 RS 4 上使用的发动机相同，但进行了修改，以使用干式油底壳润滑系统。它每个气缸组使用两个链条驱动的双顶置凸轮轴（DOHC），并采用可变气门正时技术，用于进气和排气凸轮轴。
四轮驱动系统偏向后轮；它可以将其功率的 70%分配给后轮，30%分配给前轮。
据《Road & Track》报道，4.2 升 V-8 R8 手动版从 0 到 60 英里/小时加速仅需 4.0 秒，而自动手动版则需要 4.3 秒，最高速度为 301 公里/小时（187 英里/小时）。
两款变速箱均由Dana Graziano传动公司制造。

### R8 Coupé 5.2 FSI quattro (2009–2012)

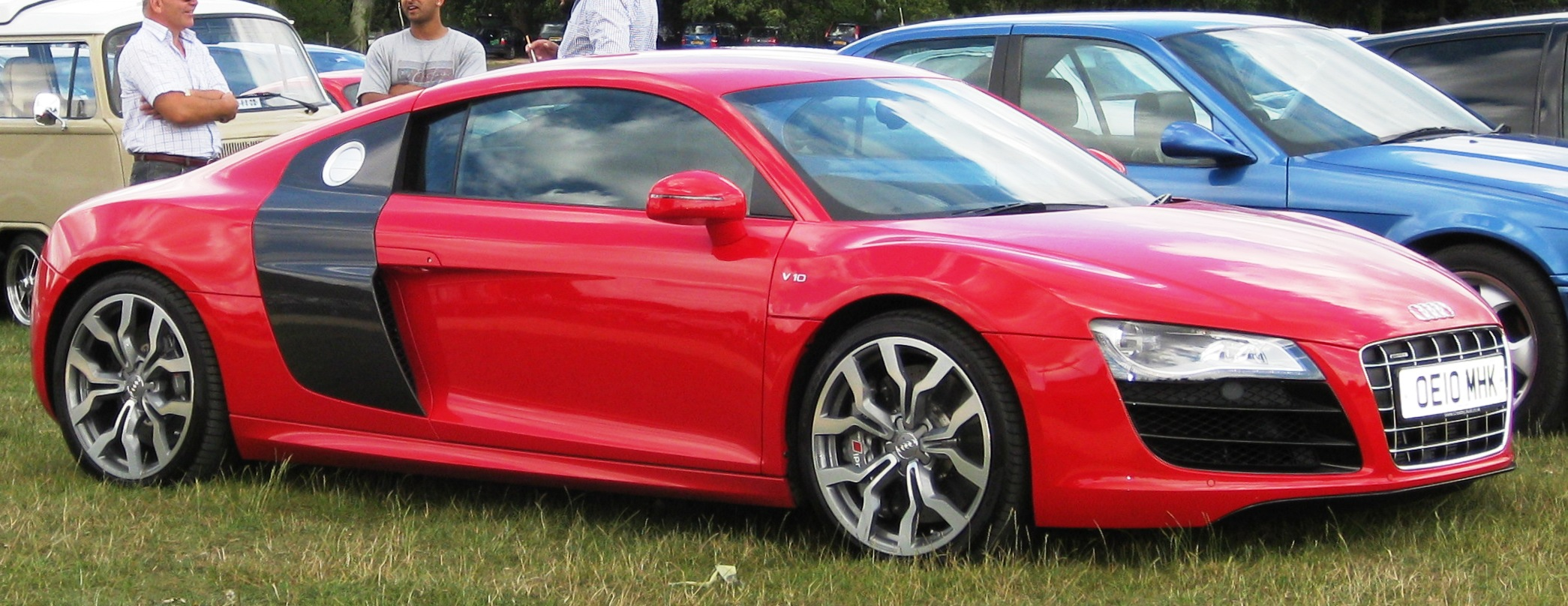
Audi R8 Jul 2010 5204cc

奥迪股份公司在 2008 年 12 月 8 日发布了奥迪 R8 V10。 它使用基于 Lamborghini Gallardo LP560-4（该车型本身基于在 C6 S6 和 D3 S8 中使用的 5.2 FSI V10）的 FSIV10 发动机 ，但重新调校以产生 525 PS（386 kW；518 hp）的功率输出和 530 N⋅m（391 lbf⋅ft）的扭矩。 
与 V8 版本相比，R8 V10 的性能数据有所提升。 奥迪表示，新车从 0 到 100 公里/小时（0 到 62 英里/小时）的加速时间为 3.9 秒， 从 97 到 200 公里/小时（60 到 124 英里/小时）需要 8.1 秒，最高速度为 316 公里/小时（196 英里/小时）。 
对 R8 V10 版本的其它改动包括一些外观上的变化：例如首次采用全 LED 大灯，“V10”标识在前保险杠上， 内饰升级，如 Bang & Olufsen 465 瓦音响系统， 更具侵略性的车身设计， 更大的后刹车，双排气管和不同款式的轮胎。

### R8 Spyder 5.2 FSI quattro (2010–2012)

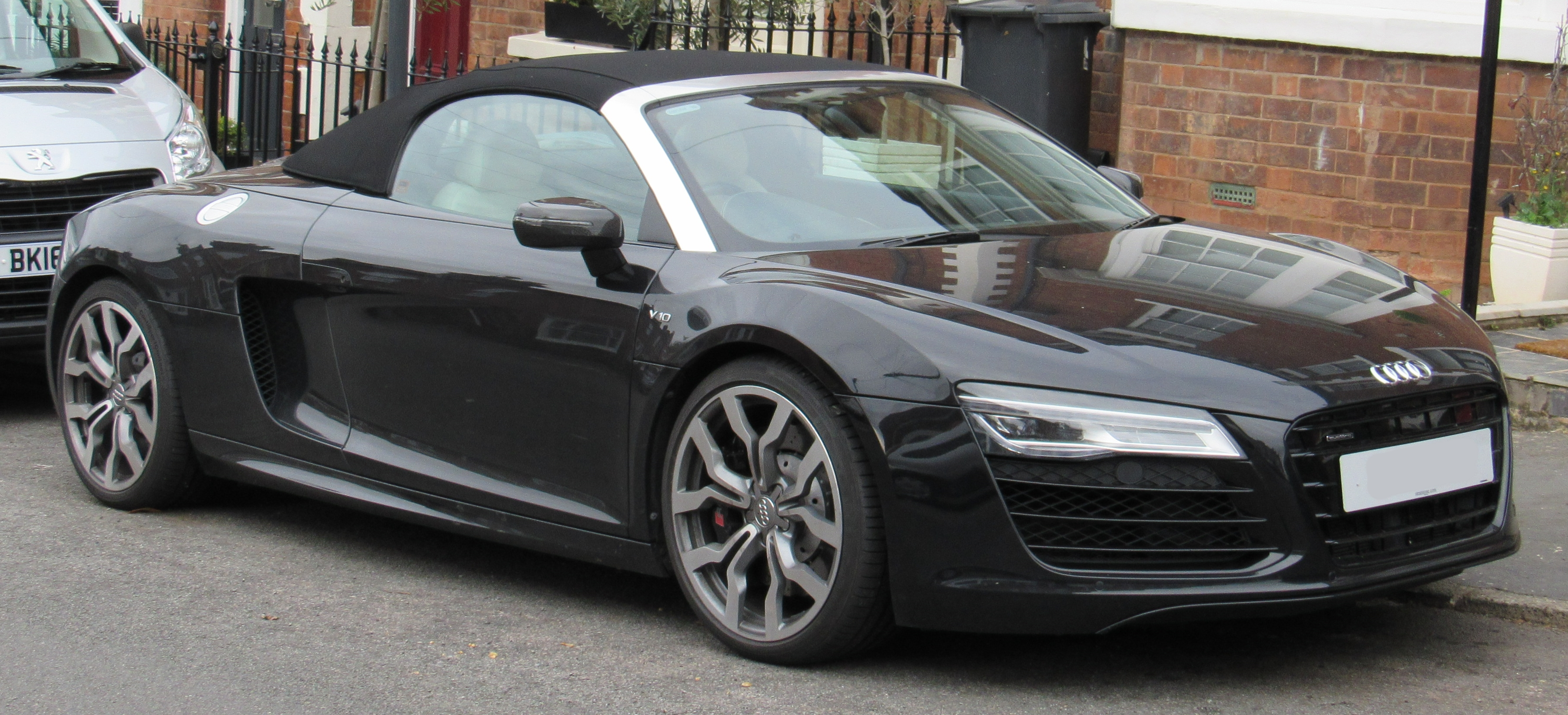
2013 Audi R8 Spyder Quattro V10 S-A 5.2 Front

尽管自 2006 年 R8 生产车型宣布以来，汽车媒体就有传言，但直到 2008 年 8 月，才在网上发布了电影《钢铁侠 2》拍摄场景中 convertible R8 "Spyder" 的间谍照片。照片显示了一个清晰可见的软顶车顶和 V10 FSI 双门轿跑车上的独特“侧翼片”缺失。 
R8 Spyder 在 2009 年法兰克福车展上正式亮相。 与双门轿跑车相比，敞篷车型增加了底盘支撑、一对翻滚安全杠，以及诸如燃油加注口位置等的小幅改动。它配备了与双门轿跑车相同的非均匀点火 5.2 升 V10 发动机。

### 小改款（2012年秋季）
包括V8和V10版本。变化包括：

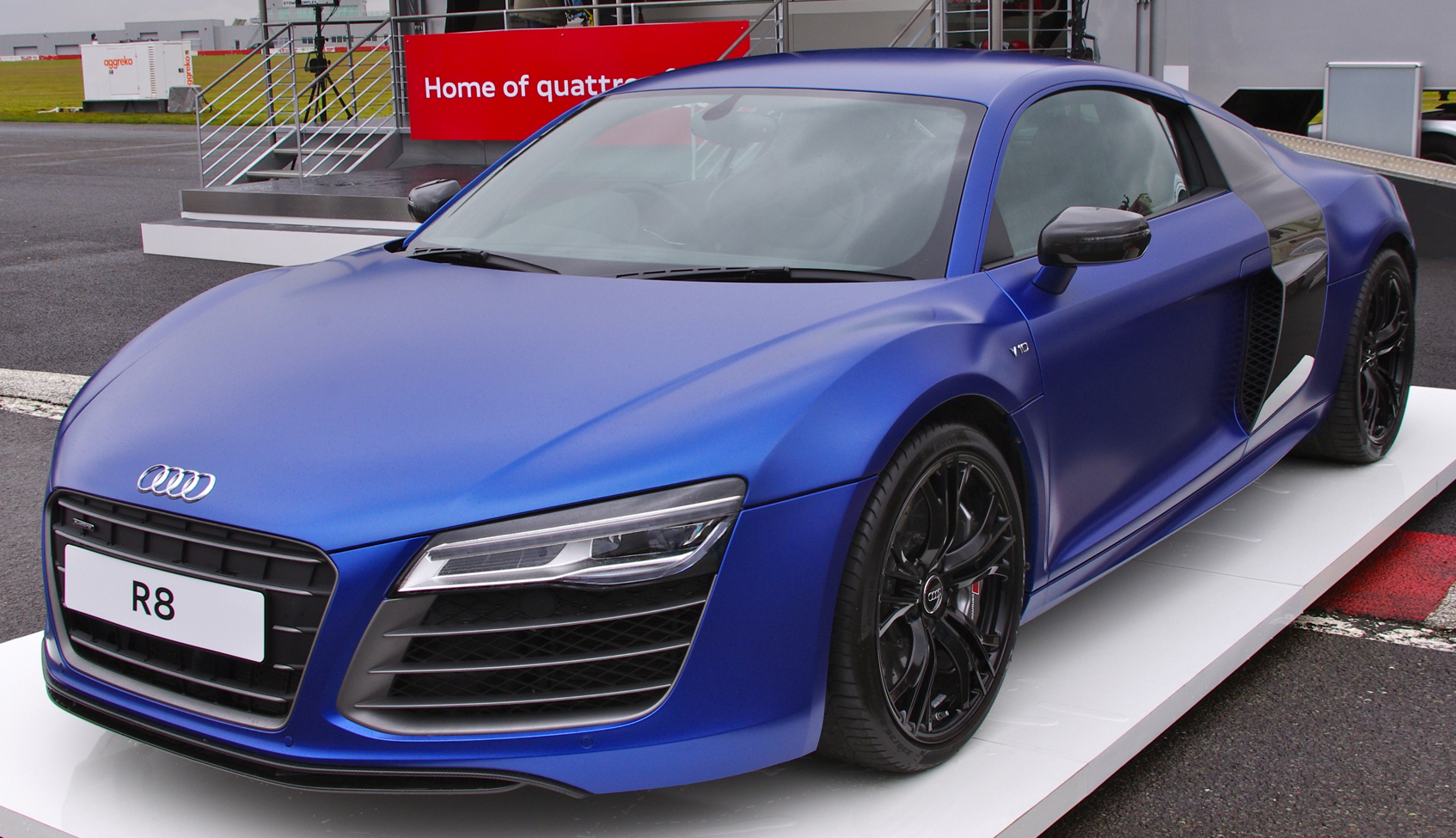
Audi R8 (8667632755) (cropped)

- 新的单框格栅，上角斜切，漆成高光泽黑色，V10 车型上装饰有横向铬条。
- 新保险杠，进气口处带有每个三个横杠（可选碳纤维增强塑料前分流器）。
- LED 大灯现在已成为奥迪 R8 所有变体的标准配置。
- R8 V10 Coupé（R8 V8 Coupé为铝色）后窗旁边的通风百叶呈哑黑色。
- 7 速 S-Tronic 双离合器变速箱取代了 R-Tronic 自动手动变速箱 （S-Tronic 后来成为所有 V10 动力车型的标准配置）。
- 奥迪磁悬浮自适应阻尼标准配置于 R8 V10，V8 车型为可选配置；提供正常模式和运动模式。
- V8 发动机车型采用标准轮径 8.5J x 18（前轮）和 10.5J x 18（后轮），轮胎尺寸为 235/40 和 285/35。V10 车型配备 19 英寸宽度的 8.5 英寸和 11 英寸轮胎；轮胎尺寸分别为 235/35 和 295/30。
- V8 车型可选电子调节运动座椅，V10 车型标配（R8 Spyder 座椅包括特殊着色，以减少直射阳光的加热）。
- 中控台和手刹杆采用皮革内饰，装饰着精致的缝线；在 V10 车型中，标准导航系统周围的模具也采用皮革覆盖。
- R8 V10 和 R8 V10 plus 标配导航系统 plus 和 Bang & Olufsen 音响系统。

## 第二代（2015 年~2024年；型号 4S）

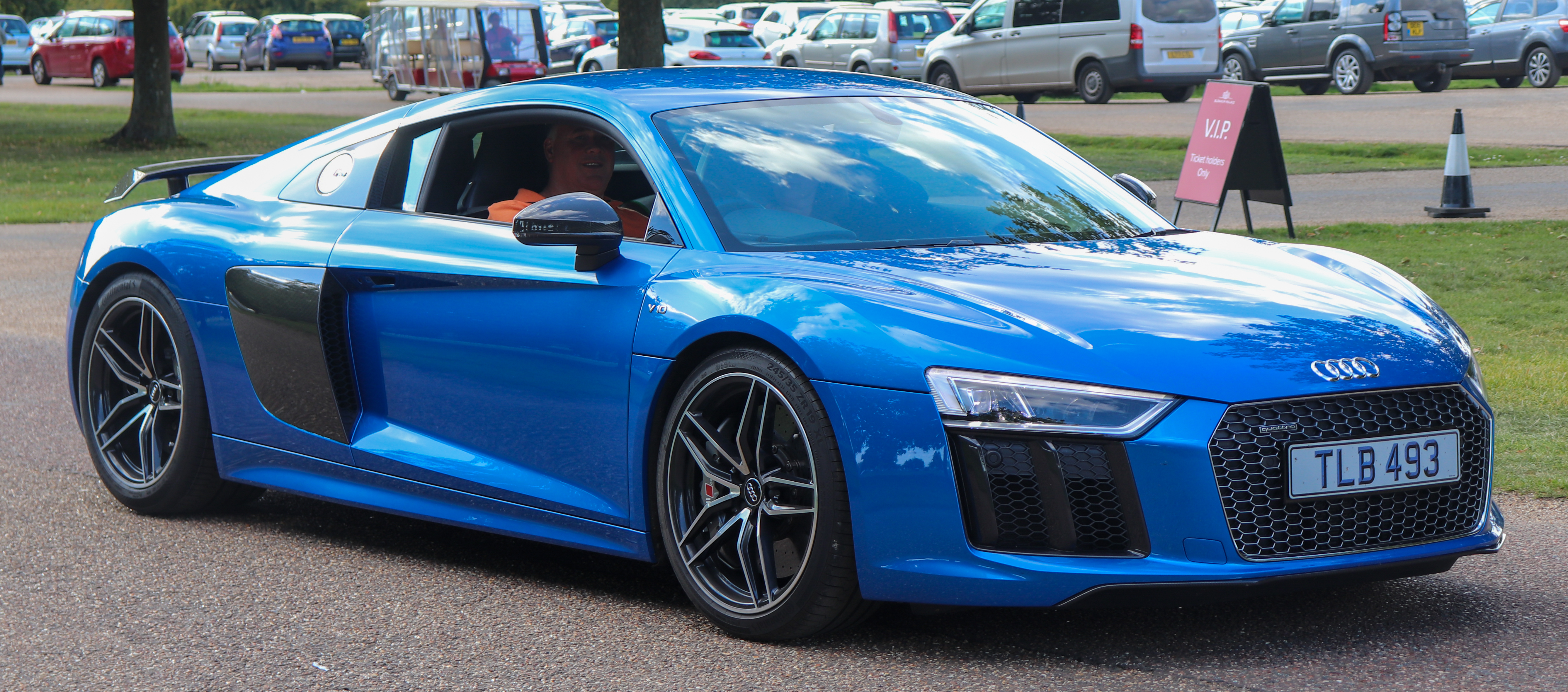
2016 Audi R8 Plus Quattro V10 S-A 5.2 Front

R8 的第二代（型号：4S）在 2015 年日内瓦车展上亮相，4S 型基于兰博基尼 Huracán，并共享其平台和发动机。并于 2015 年底开始生产。
4S 型的开发始于 2013 年，原型车于 2014 年初开始测试。4S 型基于与兰博基尼 Huracán 共享的模块化运动系统平台。Huracán 上使用的 V10 发动机在基础型号上进行了降调，而 V10 plus 型号的发动机功率与 Huracán 相同。有关 R8 V8 发动机的传言在流传，但公司表示，V8 发动机将因排放法规而停产。4S 型于 2015 年日内瓦车展上推出。在 4S 型生产生命周期中处于开发阶段的纯电动版本 e-Tron 也在同一场合推出，现在基于 4S 型。
与前辈不同，没有手动变速箱可用，入门级 V8 车型也被取消。   2016 年，增加了敞篷版（Spyder）车型，最初仅提供基础 V10 车型。2017 年中，增加了高性能 V10 plus Spyder。还推出了名为 R8 RWS 的后轮驱动车型。
2018 年（美国 2020 年款车型），R8 进行了一次中期改款，包括机械和外观上的变化。新车采用了来自过去著名奥迪车型的更现代、更具侵略性的设计语言，前脸造型更加锐利。改款车型的性能相比前代车型有了显著提升。  基础版的 R8 动力从 532 马力提升至 562 马力，而 V10 Plus 更名为 V10 Performance Quattro，发动机功率增加了 10 马力（7 千瓦），现在达到 612 马力。
2023 年 R8 GT 是最后一款搭载 620 马力的车型，限量 333 辆。
奥迪 R8 e-tron（2015 年）是第二代 R8 的全电动版本。与基于第一代 R8 的 2010 年原型车不同，它实际上进入了生产，但仅限于小规模，销量不到 100 辆。它配备了 92 千瓦时的电池。

### Facelift 小改款（2018年10月）
R8 在 2018 年 10 月进行了中期改款。基础 V10 更名为 V10 quattro，而 V10 plus 更名为 V10 性能 quattro。基础 V10 quattro 的发动机功率增加了 30 PS（22 kW；30 马力），达到 570 PS（562 马力；419 kW），V10 性能 quattro 的功率增加了 10 PS（7 kW；10 马力），现在达到 620 PS（612 马力；456 kW）。其他机械变化包括所有车型的汽油颗粒过滤器、可选米其林 Pilot Sport Cup 2 轮胎、更大的碳陶瓷刹车和新的转向柱系统，以实现更直接的响应。碳纤维滚杆也是可选的，可减轻 2 公斤的重量。
外观变化包括更尖锐和更具侵略性的设计。新车的前保险杠采用方形设计，两侧配有翼片以增强前下压力。格栅扩大并现在延伸至大灯之间。在格栅上方，三个小型横向进气口位于大灯之间，以改善空气流动，回想起著名的奥迪 Quattro。侧裙采用暴露的碳纤维制成，现在位于车身两侧，而在车尾，现在在尾灯下方有一个单宽格栅，下方连接着一个具有侵略性的扩散器和两个圆形双排气管，这些排气管位于暴露和雕刻的凹槽中。

车内设计沿用了上一代车型，同时提供了新的内饰选项。

## 知名車主
- 韓國最長壽組合神話的主唱申彗星亦擁有一輛白色的 AUDI R8.

- 亞洲知名南韓團體　JYJ  團員 金在中與朴有天各擁有一台黑色的Audi R8。

- 韓國團體  super junior 團員 崔始源擁有各一輛白色的Audi R8、一輛黑色的Audi R8

- 美國知名服裝設計師 Lauren Conrad 擁有一台銀色的Audi R8。在外部連結有關于他的Audi R8新聞圖片。

- 美國電影演員小勞勃·道尼非常喜歡R8車款，在電影鋼鐵人與鋼鐵人2都是駕駛著R8出現在大螢幕。

- 台灣演員趙又廷當天代言男性保養品就是開著Audi R8 5.2 FSI。

- 台灣歌手羅志祥亦購入一部紅色的Audi R8。

- 其他知名車主非常多。電影《機械公敵》中開著奧迪RSQ的威爾·史密斯也有一輛Audi R8。

## 電影以及遊戲風潮
奧迪R8曾經出現在多部電影以及遊戲中。
R8 成为了托尼·斯塔克（由罗伯特·唐尼饰演）在漫威电影宇宙中的个人座驾，在六部电影中使用了。在《钢铁侠》三部曲中使用了 42 型车型，其中《钢铁侠》中使用了 V8 引擎，  《钢铁侠 2》中使用了 V10 Spyder，  《钢铁侠 3》中使用了 e-tron 原型车。   在后来的漫威电影中出现了 4S 型车型，在《复仇者联盟 2：奥创纪元》  和《美国队长 3：内战》  中使用了 2016 年的 V10 Plus 车型，在《蜘蛛侠：英雄归来》中使用了 Spyder 车型。 
- （2004年遊戲） 《跑車浪漫旅》4 ——首次出現Audi R8 概念車 Audi Lemans Quattro，是配上5.0 V10雙渦輪增壓引擎的測試車
- （2006年遊戲） 《極速快感:玩命山道》——最後的地頭霸主Darius開著R8的概念車Audi Lemans Quattro出現，套件則是使用Audi R8的原廠空力套件。
- （2007年遊戲） 《極限競速2》——2008年，微軟官方把Audi R8車型的載點放在XBOX LIVE中，給喜愛R8的玩家下載。
- （2007年電影） 《鋼鐵人》——主角東尼史塔克開Audi R8趕到舞會現場，車號後面寫“STARK 4”。Audi也跟電影《鋼鐵人》合作拍廣告。
- （2008年遊戲） 《跑車浪漫旅》5（Prologue）——首次出現Audi R8的蹤影，為宣傳Audi R8耗了不少功夫。
- （2008年遊戲） 《极品飞车：无间风云》——預告片中出現一台黑色Audi R8甩掉將近9輛警車，其中8輛都遇到擦撞。
- （2009年電影） 《回到17歲》——主角麥克駕駛的就是Audi R8，鏡頭中常出現。
- （2009年電影） 《變形金剛2》——狂派陣營的閻王掃描的就是Audi R8，最後被斯偉伯分割成两半而爆炸。
- （2009年遊戲） 《極限競速3》——遊戲封面以及預告片中，以Audi R8 V10 5.2作為代言車輛。在第一個預告片中，一開始有輛真正的銀色Audi R8 5.2從隧道中出來，隧道出來後變成遊戲的畫面，表演令人讚嘆；第二部預告片则是輛紅色的Audi R8 5.2，拍了很多特寫。
- （2010年遊戲） 《BLUR》——故事中，主角朋友駕駛的車輛。
- （2010年電影） 《鋼鐵人2》——在這集東尼史塔克開的是Audi R8 5.2 FSI敞篷型，車號後面寫“STARK 11”。
- （2010年電影） 《約會喔麥尬》——男女主角偷了房產客戶的Audi R8逃亡。
- （2012年電影） 《特務愛很大》——男主角FDR與女主角蘿拉約會時所駕馭的車輛，為一輛鐵灰色敞篷型Audi R8。
- （2013年電影） 《鋼鐵人3》——主角東尼史塔克駕馭的車輛之一，為一輛白色Audi R8，在劇中隨主角住宅崩毀墜入海中。電影結尾亦出現一輛紅色R8，並標記有e-tron字樣。
- （2013年電影） 《金鋼狼：武士之戰》——女主角雪緒所開的Audi R8來接男主角羅根。
- （2013年遊戲） 《俠盜獵車手5》——遊戲中出現的「奥北9F」， 設計正正是參考著Audi R8
- （2015年電影） 《即刻救援3》——男主角前妻所駕駛的車輛，為一輛鐵灰色Audi R8 Spyder。
- （2015年電影） 《玩命關頭7》——在競速大賽時.與女主角莉蒂競速的車輛。
- （2015年電影） 《復仇者聯盟2：奧創紀元》——劇中角色東尼史塔克駕馭的車輛，車牌上註記有STARK 65。
- （2016年電影） 《王者之劍 Final Fantasy XV》——劇中主角雷吉斯的座駕，車款為黑色Audi R8 V10。於該電影的前導預告與首支預告中亮相。
- （2021年动漫） 《极速斗魂 MF Ghost》——劇中5号车手坂本雄大的座駕，車款為维加斯黄色Audi R8 V10 Plus Coupe。於該剧中唯一的奥迪车型。

## 照片集

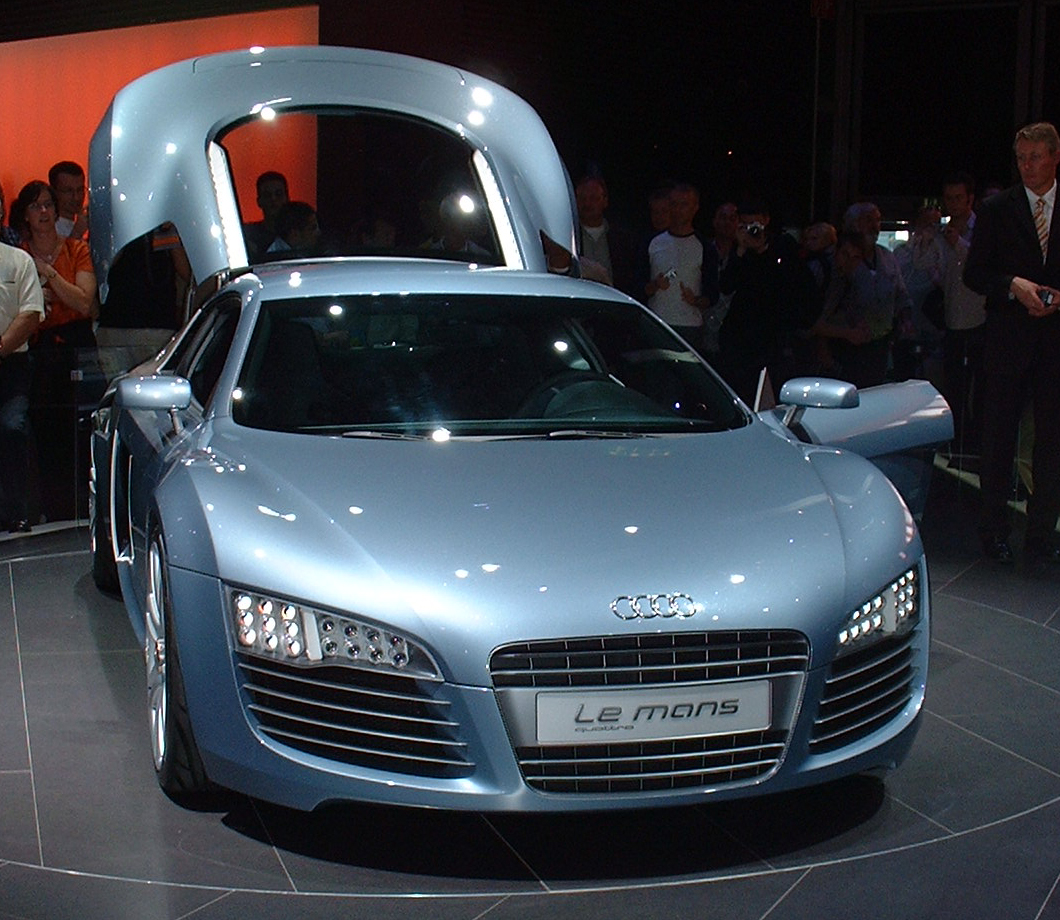
Lemans概念車
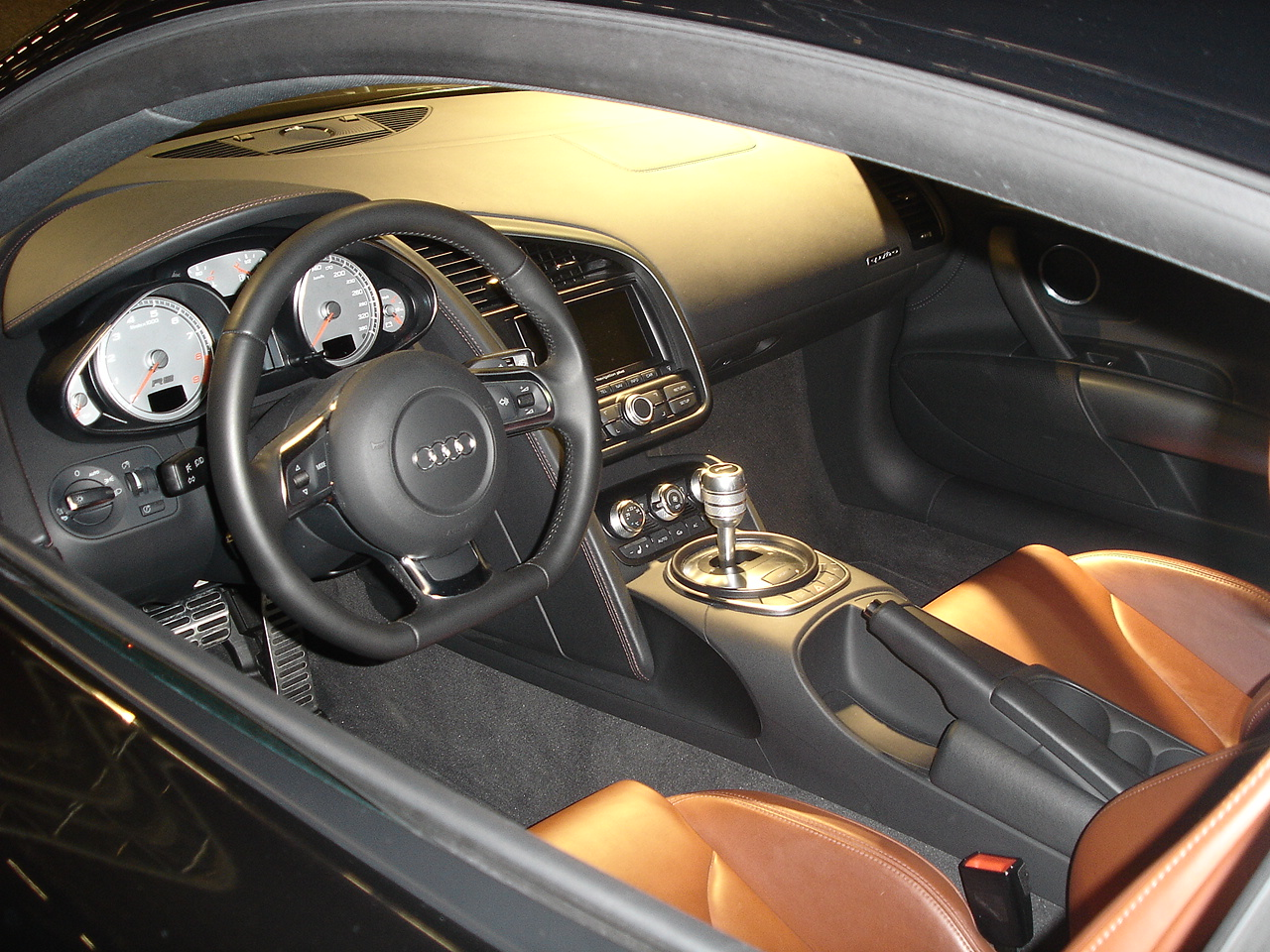
R8內裝
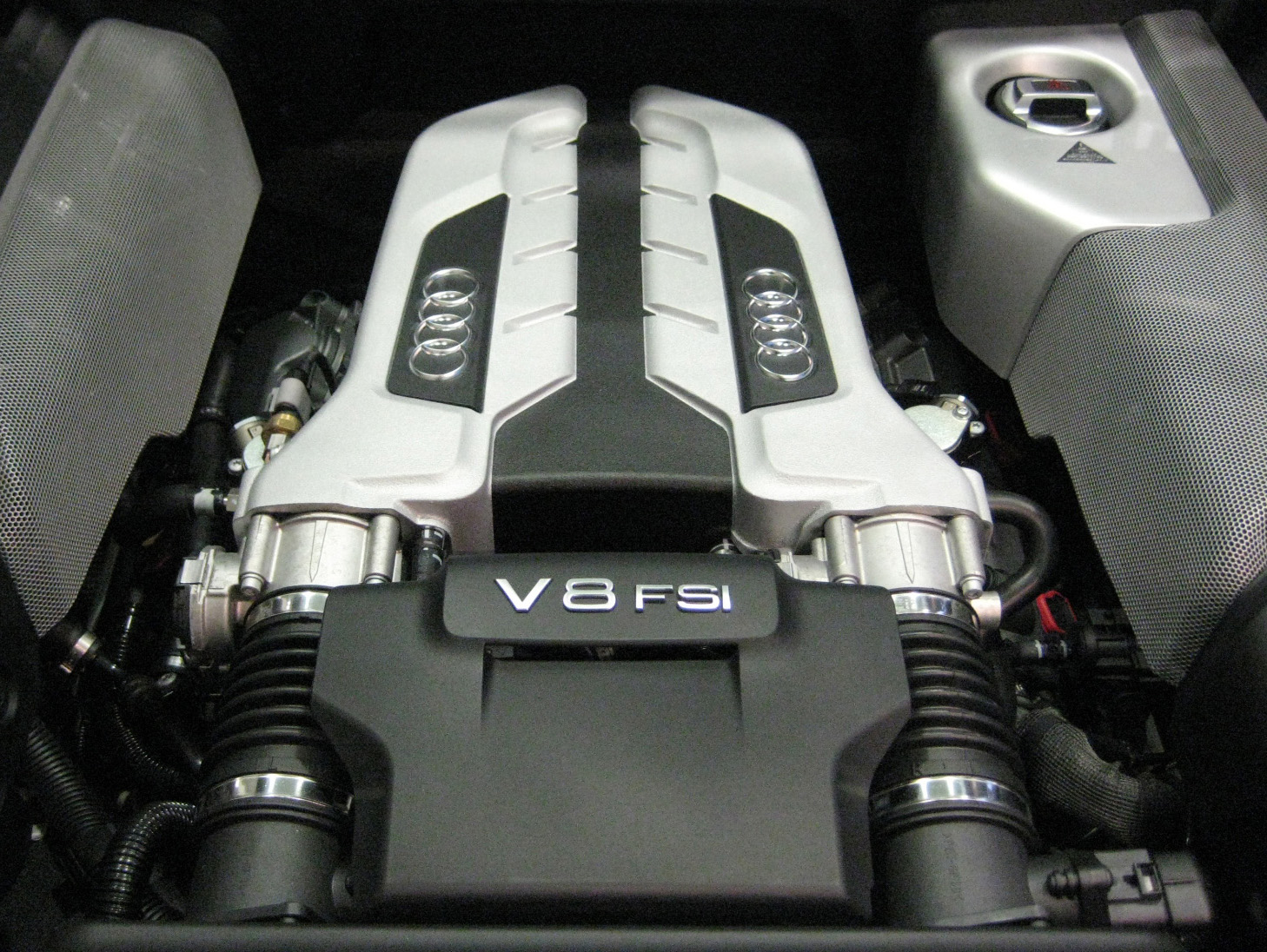
R8引擎

## R8 其他版本
- Audi R8 GT，5.2的加強版，亦是現時最快的奧迪車種，0~100km/h只需3.6秒，限量生產333台。
- Audi R8 5.2 Spyder， R8 5.2是R8系列唯一有出敞篷版的車形，基本上只有外型改變。
- Audi R8 e-tron，Audi旗下最新開發的電動超跑R8 e-tron，採用四具電動馬達的設計，分別由兩具馬達來提供前後軸的驅動力，因此可輸出313hp最大馬力以及459.2kgm最大扭力，0-100km/h加速為4.8秒，極速可達200km/h。
- Audi R8 4.2 FSI Spyder，R8 4.2 FSI Spyder將進行動力升級動作，最大馬力輸出將從原本420hp小幅提升至430hp/7900rpm，最大扭力也提升至43.88kgm/4500-6000rpm，並在3500rpm時便可提供90%的扭力輸出。經過動力升級之後，R8 4.2 FSI Spyder在0-100km/h加速成績為4.8秒，極速可達297.6km/h，並能夠符合Euro5環保檢測標準，在2011年1月正式開賣。

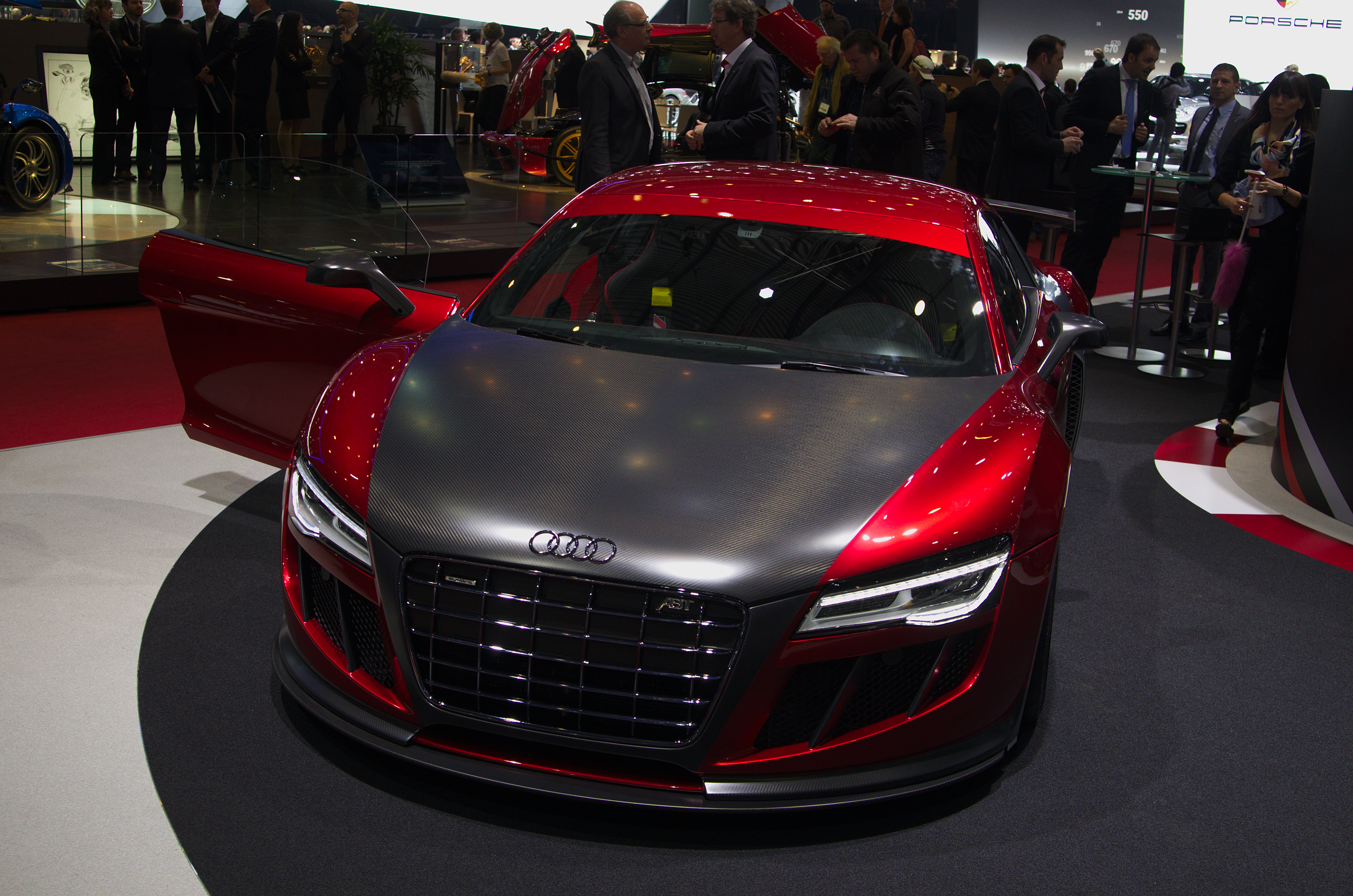
奥迪R8 GT
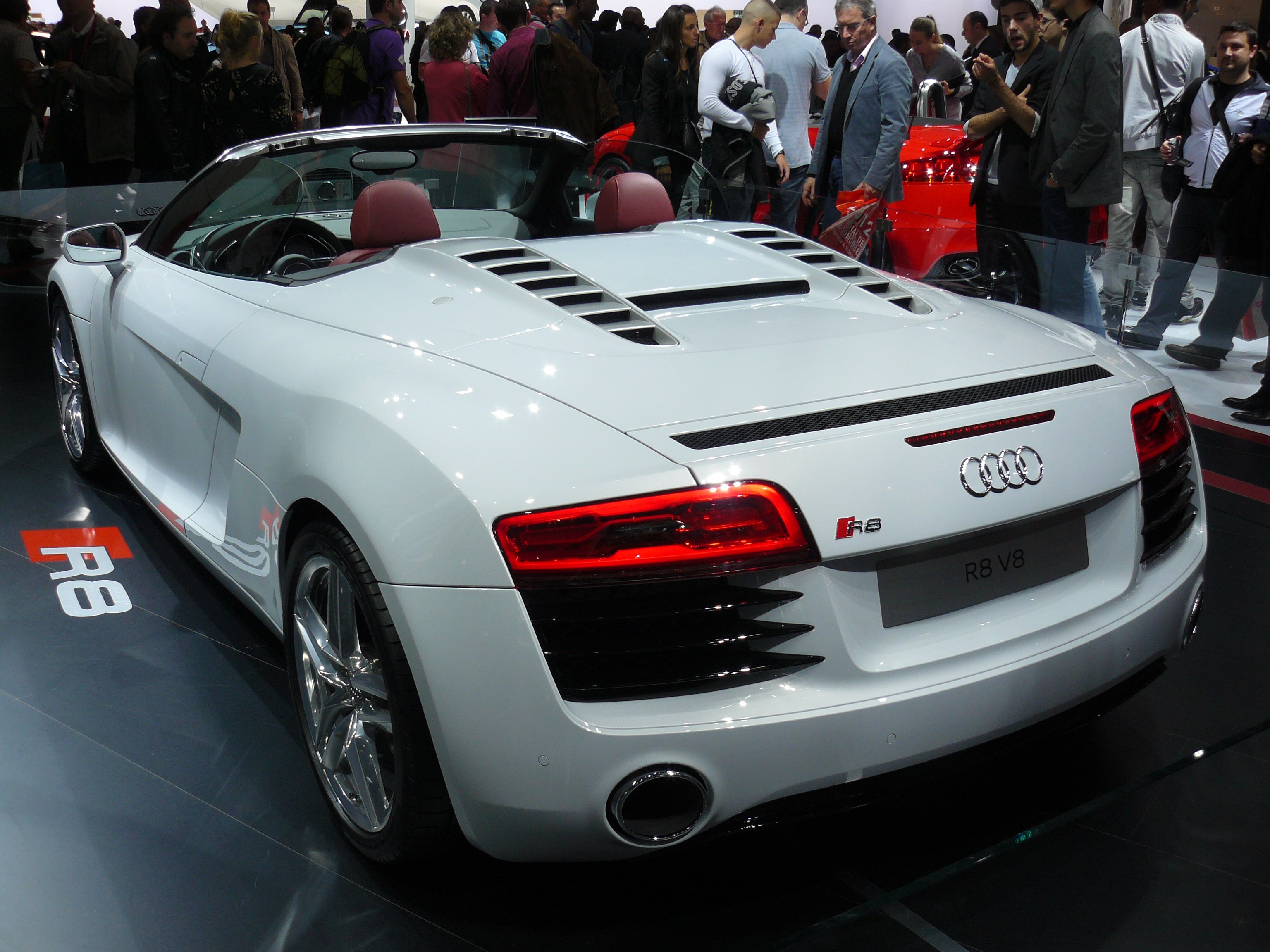
Audi R8 4.2 FSI Spyder
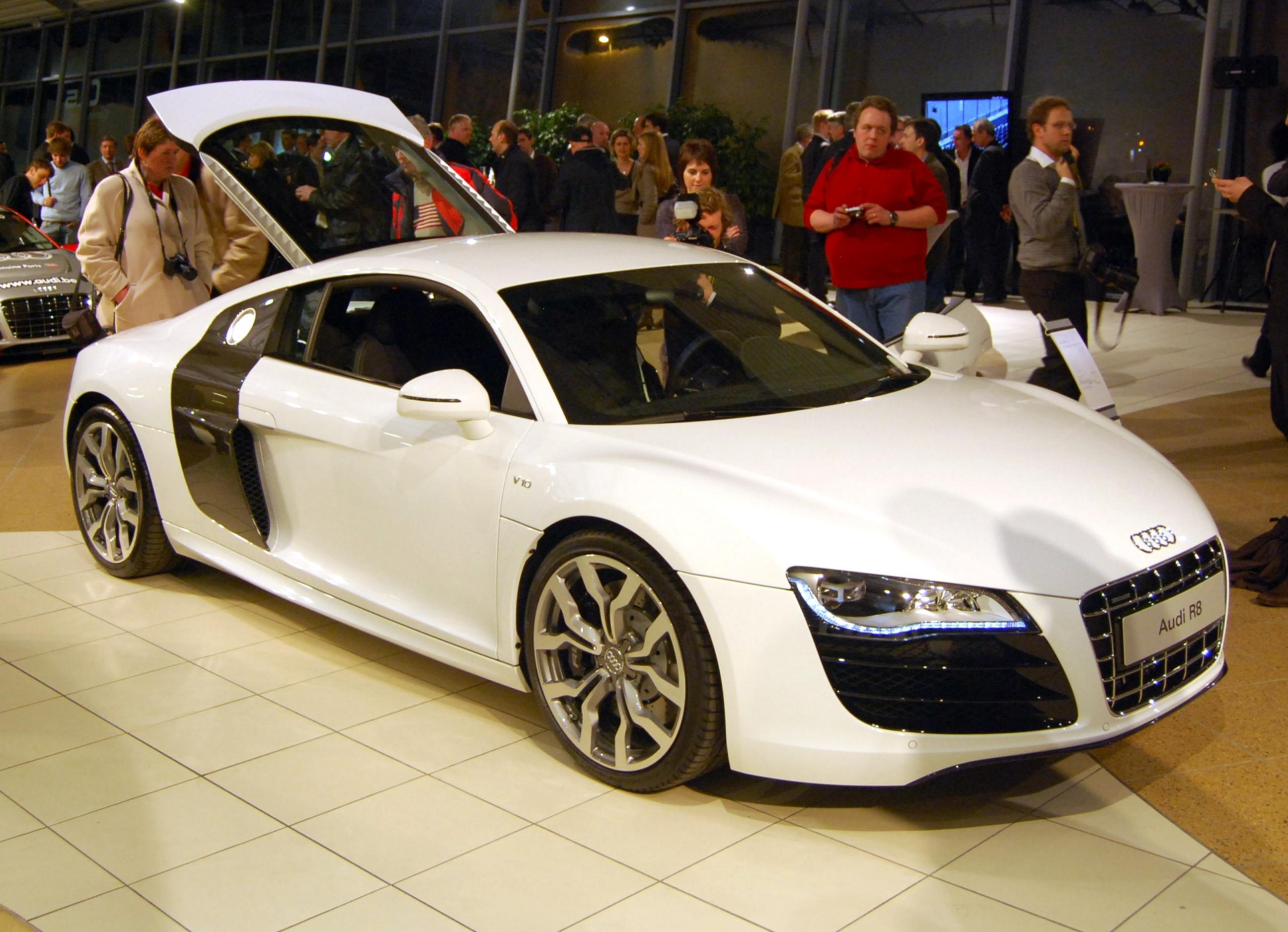
Audi R8 5.2 V10

### R8 賽用版本
- Audi R8 LMS版本，以Audi R8 5.2 FSI改裝的FIA GT3規格賽車。
- Audi R8 LMS ULTRA版本，是Audi R8 LMS的強化版，其機械規格上與Audi R8 LMS未有重大改變，而車身改用上widebody的新設計。一部全新的Audi R8 LMS UITRA賽車售價由33萬歐元起。
- 2012年開始舉行的奧迪R8 LMS杯統一使用Audi R8 LMS賽車。